# 曹义 (1909年)
曹义（1909年4月—2000年8月21日），原名曹聚义，字树艺，笔名李鯈、李由、陈卓卓、胡铭等。浙江浦江县通化乡蒋畈村(1960年划属兰溪)人。国民革命军少将。

## 生平
1937年春在延安得到朱德总司令召见，成为接受单线联系，不过组织生活、不交党费、不发展成员的特别党员。
1944年8月，史迪威将军亲荐晋阶少将军衔。

## 家人
- 为曹梦岐四子

- 为历史学家曹聚仁胞弟

- 妻子孙庆华
- 女儿：曹景渑、曹景滇
- 儿子：曹忻